# Meng Tian
Pour les articles homonymes, voir Meng.
Meng Tian (?-210 av. J.-C.), ou Mong T’ien (chinois traditionnel et simplifié : 蒙恬, pinyin : Méng Tián) était un général et architecte militaire chinois de l'époque de la fin des Royaumes combattants et de la dynastie Qin. Il s'est principalement illustré pour ses campagnes contre les Xiongnu, et la construction de la première Grande Muraille de Chine.

## Biographie
Le Shiji présente une biographie de Meng Tian.
Meng Tian naît vers la fin de la période des Royaumes combattants. Il est le frère de Meng Yi, juge au service des Qin, et le fils de Meng Wu, petit-fils de Meng Ao, tous deux généraux de l'État de Qin. Meng Tian commence son service en tant que mandarin chargé de faire appliquer les ordres de justice. En 224 av. J.-C., il devient l'assistant du général Li Xin et avec 200 000 hommes, tous deux mènent une attaque contre l'État de Chu.
De son côté, Meng Tian dirige un contingent et capture Qinqiu (actuellement le comté de Linquan dans l'Anhui) tandis que Li Xin attaque Yan (aujourd'hui le comté de Yanling dans le Henan). Plus tard, Meng Tian se replie à l'ouest, à Chengfu (qui correspond aujourd'hui à l'est du comté de Baofeng dans le Henan) tandis que Li Xin achève la conquête du Chu en 223 av. J.-C. Pour ses services, le roi du Qin, Ying Zheng (le futur empereur Shi Huangdi des Qin) offre à Meng Tian la charge de wángjiǎn (王翦, sorte de général). Le père de Meng Tian, Meng Wu, est nommé général et reçoit une armée de 600 000 hommes pour achever la conquête de l'État de Chu.
En 221 av. J.-C., le roi Ying Zheng promeut Meng Tian au rang de général (將軍, jiāngjūn) et l'envoie attaquer l'État de Qi. Meng Tian rentre victorieux et avec la chute du Qi, Ying Zheng achève l'unification de la Chine et se proclame empereur sous le nom de règne de Shi Huangdi. Il nomme Meng Tian gardien des annales historiques (內史, nèishǐ).
Vers 214, l'empereur Shi Huangdi envoie Meng Tian avec 300 000 hommes pour attaquer les Xiongnu. Meng Tian repousse les Xiongnu sur plus de 700 li (environ 400 km) et capture le Henan. Il se poste en garnison dans le district de Shang (aujourd'hui le sud-est de Yuling dans le Shanxi), puis, afin de défendre les territoires nouvellement conquis, entreprend la construction de la première Grande Muraille de Chine. Cette dernière part de Lintao et arrive à Liaodong et traverse le Fleuve Jaune. Finalement, l'ouvrage fait plus de 10 000 li (environ 5 760 km) et dissuade efficacement les Xiongnu.
En 210 av. J.-C., à la mort de l'empereur Qin Shi Huang, Meng Tian tombe, victime des complots de l'eunuque Zhao Gao. Il est poussé au suicide et son clan est exterminé.

## Invention du pinceau
Traditionnellement, on attribue à Meng Tian l'invention du pinceau de calligraphie, qu'il aurait créé avec les poils de sa barbe, réputée fort épaisse, et présenté devant l'empereur Qin Shi Huang. Cependant, cette légende fut mise à mal en 1928 par la découverte d'un pinceau datant de l'époque des Royaumes combattants (Ve au IIIe siècle av. J.-C.). Finalement, la découverte plus tard de sinogrammes anciens tracés avec un pinceau fait remonter cette invention jusqu'à l'époque de la dynastie Shang (XVIIIe au XIIe siècle av. J.-C.).

## Dans la culture populaire
Dans le manga Kingdom de Yasuhisa Hara, Meng Tian est l'un des personnages secondaires majeurs de l'oeuvre. Il porte le nom de Mou Ten et est un jeune commandant de l'armée du royaume de Qin.  